# Stenomys arfakiensis
Il ratto montano della penisola di Vogelkop (Stenomys arfakiensis  Rümmler, 1935) è un roditore della famiglia dei Muridi endemico della Nuova Guinea.

## Descrizione
Roditore di piccole dimensioni, con la lunghezza della testa e del corpo di 133 mm, la lunghezza della coda di 135 mm, la lunghezza del piede di 29 mm, la lunghezza delle orecchie di 13 mm.

Il colore delle parti superiori è grigio-brunastro. Le parti ventrali sono bianco-grigiastre, con la base dei peli bruno-nerastra. La coda è più lunga della testa e del corpo ed ha 15 anelli di scaglie per centimetro.

## Biologia

### Comportamento
È una specie terricola.

## Distribuzione e habitat
Questa specie è diffusa nelle montagne della penisola di Vogelkop, nell'estrema parte nord-occidentale della Nuova Guinea.
Vive ad altitudini di circa 2.000 metri.

## Conservazione
La IUCN Red List, considerato la dubbia validità di specie distinta e la mancanza di recenti informazioni sull'areale, lo stato della popolazione ed il proprio habitat, classifica S.arfakiensis come specie con dati insufficienti (DD).